# (945) Barcelona
(945) Barcelona – planetoida z grupy pasa głównego asteroid okrążająca Słońce w ciągu 4 lat i 104 dni w średniej odległości 2,64 au. Została odkryta 3 lutego 1921 roku w Observatorio Fabra przez Josepa Comasa Solę. Nazwa pochodzi od miasta Barcelona, miejsca urodzin odkrywcy i odkrycia asteroidy. Przed nadaniem nazwy planetoida nosiła oznaczenie tymczasowe (945) 1921 JB.